# Коламбус (Северна Каролина)
Коламбус (енгл. Columbus) град је у америчкој савезној држави Северна Каролина.

## Демографија
По попису из 2010. године број становника је 999, што је 7 (0,7%) становника више него 2000. године.
| Група             | 2000.       | 2010.       |
| Белци             | 855 (86,2%) | 782 (78,3%) |
| Афроамериканци    | 59 (5,9%)   | 36 (3,6%)   |
| Азијати           | 0 (0,0%)    | 7 (0,7%)    |
| Хиспаноамериканци | 75 (7,6%)   | 154 (15,4%) |
| Укупно            | 992         | 999         |